# Петровка (Спасский район)
Петровка — деревня в Спасском районе Нижегородской области России. Входит в состав Красноватрасского сельсовета.

## География
Деревня находится в восточной части Нижегородской области, в зоне хвойно-широколиственных лесов, к востоку от реки Урги, на расстоянии приблизительно 11 километров (по прямой) к северо-востоку от села Спасского, административного центра района.
Климат
Климат характеризуется как умеренно континентальный, с морозной продолжительной зимой и умеренно тёплым коротким летом. Среднегодовая температура — 3,7 °C. Средняя температура воздуха самого тёплого месяца (июля) — 18,7 °C (абсолютный максимум — 37 °C); самого холодного (января) — −12 °C (абсолютный минимум — −45 °C). Среднегодовое количество атмосферных осадков составляет 550—600 мм, из которых 410 мм выпадает в период с апреля по октябрь. Устойчивый снежный покров устанавливается в третьей декаде ноября и держится около 154 дней.
Часовой пояс
Деревня Петровка, как и вся Нижегородская область, находится в часовой зоне МСК (московское время). Смещение применяемого времени относительно UTC составляет +3:00.

## Население
| 2002 | 2010 |
| ---- | ---- |
| 29   | ↘7   |

Национальный состав
Согласно результатам переписи 2002 года, в национальной структуре населения русские составляли 100 %.